# 단락 인덕턴스

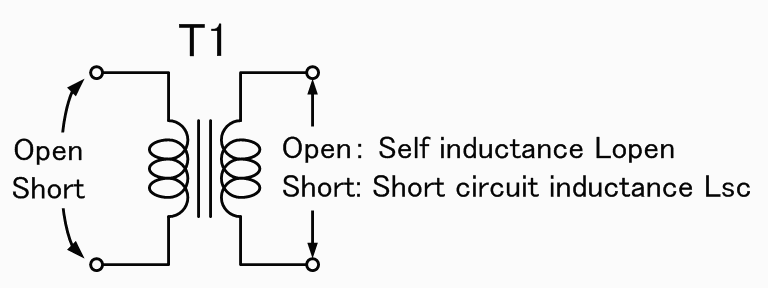
단락 인덕턴스의 측정

단락 인덕턴스(Short-circuit inductance)는 실제 선형 2권선 변압기에서 다른 권선이 단락되었을 때 1차 권선 또는 2차 권선에 걸쳐 측정된 인덕턴스이다. 단락 인덕턴스 측정 방법은 산업 표준에 설명되어 있다. 산업 표준에는 개방 회로 인덕턴스 값과 결합하여 결합 계수를 얻는 방법도 규정되어 있다.

## 같이 보기
- 자기 공진 결합